# Ambapálí
Ambapálí, "Ambapálika" vagy "Amrapáli", egy nagarvadhu (udvari kurtizán) volt az ókori Vaisáli Köztársaságban, Indiában i. e. 500 körül. Buddha tanítását követően elérte az arhat szintet. Nevét megemlítik a régi páli szövegek és a buddhista hagyományok, legfőképp, amikor Buddha az ő ligetében szállt meg (Ambapali vana). A területet később a szerzetesrendnek adományozta, ahol Buddha végül elmondta a híres Ambapalika szútrában olvashatókat.

## Élete
Ambapálí szülei nem ismertek. Nevét onnan kapta, hogy a királyi udvar kertjében találtak rá egy mangófa tövében, Vaisáliban (a szó eredetileg két szanszkrit szó kombinációjából keletkezett: amra, amely mangót jelent, és pallava, amely fiatal leveleket vagy csírákat jelent).
Ambapáliból felnőtt korára gyönyörűséges és elragadó grácia lett. A köztársaság fiatal nemesei közül sokan áhítoztak a társaságára. Hogy elkerülje kérőinek csatározását az államtól megkapta hivatalosan a vaishali kurtizán címet. Szépségének híre elért az ellenséges szomszéd királyhoz, Magadha uralkodójához, Bimbiszárához. A király megtámadta Vaisálit és közben néhány napot Ambapáli házában töltött közönséges utazóként. Ambapálí és Bimbiszára rögvest egymásba szerelmesedtek. Amikor azonban kiderült, hogy az utazó valójában Bimbiszára, Magadha királya, Ambapálí megkérte menjen el és állítsa le a háborút. Bimbiszára ezt meg is tette, így a Vaishali emberek gyáva királyként tekintettek rá onnantól. Később Amrapálí fiú gyermeket szült neki, aki a Vimala Kondanna nevet kapta. Adzsátasatru, Bimbiszára fia végül elfoglalta Vaisálit.
Egyszer Ambapálí ételt szeretett volna felszolgálni Buddhának. A buddhista hagyomány szerint Buddha elfogadta a meghívást a vaisáli uralkodó osztály akaratának ellenére. Röviddel ezután lemondott kurtizáni címéről és felvette a buddhista vallást.
Felnőve Vimala Kondanna is buddhista szerzetessé vált.